# Premio Roma
Der Premio Roma ist ein Gruppe II Flachrennen in Italien für 3-jährige und ältere Vollblüter. Es wird im Ippodromo delle Capannelle in Rom über eine Distanz von 2000 Metern auf Gras ausgetragen. Der Premio Roma findet jedes Jahr im November statt.

## Geschichte
Das Rennen wurde 1911 etabliert und wurde ursprünglich über 2700 m gelaufen. Bei der ersten Austragung betrug das Preisgeld 50.000 Lire. 1913 wurde die Distanz auf 2100 m verkürzt. Im Jahr 1919 wurde die Distanz auf 2200 m verlängert, um 1925 auf 2800 m erweitert zu werden.
Der Premio Roma erhielt in den 1970er Gruppe-I Status. 1988 wurde die Distanz auf 2000 m verkürzt. 2016 betrug das Preisgeld 242.000 € davon erhielt der Sieger 80.750 €. Der Premio Roma wurde 2017 zu einem Gruppe-II-Rennen heruntergestuft.

## Rekorde
Erfolgreichstes Pferd (6 Siege):
- Pampino – 1933, 1934
- Grifone – 1947, 1949
- Surdi – 1961, 1962
- Bacuco – 1969, 1970

- Duke of Marmalade – 1975 (dead-heat), 1976
- Taipan – 1997, 1998
- Elle Danzig – 1999, 2000
- Soldier Hollow – 2004, 2005

Erfolgreichster Jockey (6 Siege):
- Paolo Caprioli – Adelmo (1923), Old Master (1924), Ravioli (1925), Lui (1926), Vimarino (1932), Gaio (1939)

Erfolgreichster Trainer seit 1974 (4 Siege):
- John Dunlop – High Hawk (1983), Highland Chieftain (1989), Taipan (1997, 1998)

Erfolgreichster Besitzer (4 Siege):
- Federico Tesio – Salvator Rosa (1912), Brunelleschi (1914), Nicophana (1935), Attalo (1938)
- Frank Turner – Apulejo (1915), Adelmo (1923), Old Master (1924), Ravioli (1925)
- Razza del Soldo – Vimarino (1932), Gaio (1939), Falerno (1954), Chitet (1957)
- Scuderia Mantova – Galea (1940), Piavola (1946), Carolina (1960), Astese (1966)

## Siege seit 1979
| Jahr | Sieger             | Alter | Jockey                | Trainer               | Besitzer                          | Zeit    |
| ---- | ------------------ | ----- | --------------------- | --------------------- | --------------------------------- | ------- |
| 1979 | Noble Saint        | 3     | Lester Piggott        | Robert Armstrong      | Raymond Guest                     | 3:22.00 |
| 1980 | Mariella           | 3     | Philippe Paquet       | François Boutin       | Gerry Oldham                      | 3:13.10 |
| 1981 | Dentz (a)          | 3     | Vittorio Panici       | Federico Regoli       | Razza di Vedano                   | 3:04.50 |
| 1982 | Campero            | 5     | Alain Lequeux         | David Smaga           | Ignacio Correas                   | 3:11.50 |
| 1983 | High Hawk          | 3     | Willie Carson         | John Dunlop           | Sheikh Mohammed                   | 3:03.90 |
| 1984 | Yawa               | 4     | Joe Mercer            | Geoff Lewis           | Elisha Holding                    | 3:03.00 |
| 1985 | Old Country        | 6     | Lester Piggott        | Luca Cumani           | Mrs O. Abegg                      | 3:05.40 |
| 1986 | Fire of Life       | 4     | Michel Jerome         | Luigi Camici          | Allevamento White Star            | 2:58.60 |
| 1987 | Orban              | 4     | Steve Cauthen         | Henry Cecil           | Prince A. A. Faisal               | 2:55.50 |
| 1988 | Welsh Guide        | 3     | Michael Kinane        | Michael Jarvis        | L. Monaldi                        | 2:02.70 |
| 1989 | Highland Chieftain | 6     | Willie Carson         | John Dunlop           | Derek Hunnisett                   | 2:02.60 |
| 1990 | Legal Case         | 4     | Frankie Dettori       | Luca Cumani           | Sir Gordon White                  | 2:02.30 |
| 1991 | Sikeston           | 5     | Michael Roberts       | Clive Brittain        | Luciano Gaucci                    | 2:06.50 |
| 1992 | Misil              | 4     | Frankie Dettori       | Vittorio Caruso       | Scuderia Laghi                    | 2:07.40 |
| 1993 | Knifebox           | 5     | Pat Eddery            | John Gosden           | Sheikh Mohammed                   | 2:07.60 |
| 1994 | Big Tobin          | 5     | Maurizio Pasquale     | Luigi Camici          | Lady Costanza Stable              | 2:07.50 |
| 1995 | Slicious           | 3     | Mario Esposito        | Vittorio Caruso       | Scuderia Laghi                    | 2:00.80 |
| 1996 | Flemensfirth       | 4     | Frankie Dettori       | John Gosden           | Sheikh Mohammed                   | 2:00.80 |
| 1997 | Taipan             | 5     | John Reid             | John Dunlop           | 4th Baron Swaythling              | 2:06.40 |
| 1998 | Taipan             | 6     | Pat Eddery            | John Dunlop           | Exors of Lord Swaythling          | 2:03.30 |
| 1999 | Elle Danzig        | 4     | Andrasch Starke       | Andreas Schütz        | Gestüt Wittekindshof              | 2:07.10 |
| 2000 | Elle Danzig        | 5     | Andrasch Starke       | Andreas Schütz        | Gestüt Wittekindshof              | 2:09.30 |
| 2001 | Shibuni's Falcon   | 4     | Mario Esposito        | Maurizio Guarnieri    | Scuderia Athena                   | 2:05.90 |
| 2002 | Sunstrach          | 4     | Lanfranco Dettori     | Emilio Borromeo       | Scuderia Rencati                  | 2:02.70 |
| 2003 | Imperial Dancer    | 5     | Ted Durcan            | Mick Channon          | Imperial Racing                   | 2:01.60 |
| 2004 | Soldier Hollow     | 4     | William Mongil        | Peter Schiergen       | Gestüt Park Wiedingen             | 2:02.70 |
| 2005 | Soldier Hollow     | 5     | William Mongil        | Peter Schiergen       | Gestüt Park Wiedingen             | 2:04.20 |
| 2006 | Cherry Mix         | 5     | Ted Durcan            | Saeed bin Suroor      | Godolphin                         | 1:59.40 |
| 2007 | Pressing           | 4     | Neil Callan           | Michael Jarvis        | Gary Tanaka                       | 2:02.10 |
| 2008 | Estejo             | 4     | Daniele Porcu         | Ralf Rohne            | Giovanne Martone                  | 2:06.70 |
| 2009 | Voila Ici          | 4     | Mirco Demuro          | Vittorio Caruso       | Scuderia Incolinx                 | 2:10.40 |
| 2010 | Rio de la Plata    | 5     | Lanfranco Dettori     | Saeed bin Suroor      | Godolphin                         | 2:02.70 |
| 2011 | Zazou              | 4     | Mickael Barzalona     | Waldemar Hickst       | WH Sport International            | 2:03.40 |
| 2012 | Hunter’s Light     | 4     | Silvestre de Sousa    | Saeed bin Suroor      | Godolphin                         | 2:03.38 |
| 2013 | Feuerblitz         | 4     | Thierry Thulliez      | Michael Figge         | Stall Evissa                      | 1:59.14 |
| 2014 | Priore Philip      | 3     | Dario Vargiu          | Stefano Botti         | Scuderia Ste Ma                   | 1:58.40 |
| 2015 | Dylan Mouth        | 4     | Fabio Branca          | Stefano Botti         | Scuderia Effevi                   | 1:59.70 |
| 2016 | Potemkin           | 5     | Eduardo Pedroza       | Andreas Wöhler        | Allofs & Stiftung Gestut Fahrhof  | 2:06.80 |
| 2017 | Anda Muchacho      | 3     | Dario Vargiu          | Nicolo Simondi        | Scuderia Incolinx & Diego Romeo   | 2:03.60 |
| 2018 | Va Bank            | 6     | Eduardo Pedroza       | Andreas Wöhler        | Team Valor Int. & J P Zienkiewicz | 2:14.60 |
| 2019 | Skalleti           | 4     | Pierre-Charles Boudot | Jerome Reynier        | Jean-Claude Seroul                | 2:07.50 |
| 2020 | Thunderman         | 4     | Salvatore Sulas       | Alduino Botti         | Scuderia Del Giglio Sardo Srl     | 1:58.99 |
| 2021 | Skalleti           | 6     | Antonio Orani         | Jerome Reynier        | Jean-Claude Seroul                | 2:05.09 |
| 2022 | Cantocorale        | 4     | Andrea Atzeni         | Grizzetti Galoppo SRL | Scuderia Blueberry SRL            | 2:00.17 |
| 2023 | Flag's Up          | 5     | Mario Sanna           | Stefano Botti         | Roberto Saggini                   | 2:01.00 |

|}
* (a) Dentz, der 1981 gewann, wurde später zu Looking For umbenannt.

## Siege vor 1979
- 1911: Dedalo
- 1912: Salvator Rosa
- 1913: Sigma
- 1914: Brunelleschi
- 1915: Apulejo
- 1916: Aristippo
- 1917: no race
- 1918: Hollebeck
- 1919: Alcione
- 1920: Talaat Basa
- 1921: Marcus
- 1922: Pompea
- 1923: Adelmo
- 1924: Old Master
- 1925: Ravioli
- 1926: Lui
- 1927: Paulo
- 1928: Moltrasio
- 1929: Tigliano
- 1930: Emanuele Filiberto
- 1931: Eucaliptolo
- 1932: Vimarino

- 1933: Pampino
- 1934: Pampino
- 1935: Nicophana
- 1936: Ahmed
- 1937: Sinni
- 1938: Attalo
- 1939: Gaio
- 1940: Galea
- 1941: Zuccarello
- 1942–44: no race
- 1945: Buonarrota
- 1946: Piavola
- 1947: Grifone
- 1948: Eldorado
- 1949: Grifone
- 1950: Saccaroa
- 1951: Bandinella
- 1952: Worden
- 1953: Neebisch
- 1954: Falerno
- 1955: Bewitched
- 1956: Tissot

- 1957: Chitet
- 1958: Terma
- 1959: Feria
- 1960: Caorlina
- 1961: Surdi
- 1962: Surdi
- 1963: Veronese
- 1964: Haseltine
- 1965: Demi Deuil
- 1966: Astese
- 1967: Carlos Primero
- 1968: Chicago
- 1969: Bacuco
- 1970: Bacuco
- 1971: Fidyi
- 1972: Irvine
- 1973: Sang Bleu
- 1974: Orsa Maggiore
- 1975: Duke of Marmalade / Henri le Balafre *
- 1976: Duke of Marmalade
- 1977: Montorselli
- 1978: Nizon

* 1975 gab es ein Totes Rennen und es damit zwei Erstplatzierte.